# Dick Fosbury
Richard Douglas Fosbury, conocido como Dick Fosbury (Portland, Oregón; 6 de marzo de 1947-Salt Lake City, Utah; 12 de marzo de 2023), fue un atleta estadounidense especialista en salto de altura, campeón en los Juegos Olímpicos de México 1968.
Fue famoso por utilizar una nueva técnica para pasar encima del listón, que posteriormente han aplicado todos los saltadores y que se conoce como Estilo Fosbury. Su método consiste en correr en diagonal hacia el listón, luego curvarse y saltar hacia atrás por encima de la barra, lo que proporciona un centro de masa en vuelo mucho más bajo que las técnicas tradicionales. Debbie Brill estaba desarrollando su similar "Brill Bend" por la misma época. Desde la actuación de Fosbury en México, este método ha sido adoptado casi universalmente. Aunque nunca regresó a los Juegos Olímpicos, Fosbury continuó involucrado en el atletismo después de su retiro y sirvió en la junta ejecutiva de la World Olympians Association.
En 2014, Fosbury desafió sin éxito a Steve Miller por un escaño en la Cámara de Representantes de Idaho. Fosbury se postuló para Condado de Blaine Comisionado contra el titular Larry Schoen en 2018, ganó el escaño y asumió el cargo en 2019. 

## Trayectoria
Fosbury nació en  Portland, Oregón. Fosbury empezó a experimentar con la nueva técnica, luego llamada Fosbury Flop, cuando tenía 16 años, cuando asistía a la escuela secundaria North Medford High School, pues encontraba demasiado difíciles los estilos que entonces se utilizaban para ejecutar el salto, tales como el rodillo ventral, el rodillo occidental o el estilo tijera.

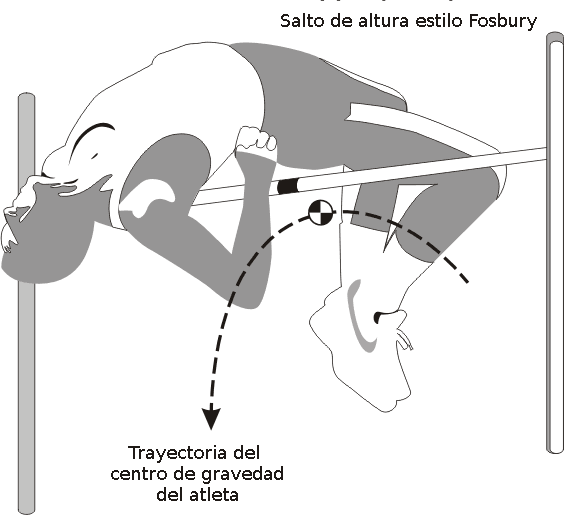
Esquema explicativo del salto de estilo Fosbury. El centro de gravedad del cuerpo puede pasar más cerca de la valla que con otros saltos y, anatómicamente, el cuerpo ayuda a pasar por encima.

La nueva técnica consistía en correr hacia el listón siguiendo una trayectoria curva, de forma que la aproximación final al listón se hace en dirección transversal a este, para una vez ante el listón saltar de espaldas al mismo y con el brazo más próximo extendido. Esta forma resulta más efectiva desde un punto de vista biomecánico, ya que permite dejar menos espacio entre el centro de gravedad del saltador y el listón a superar, con lo que se gana altura.
Siendo un estudiante en la Universidad de Oregón, Fosbury ganó en 1968 el título universitario de Estados Unidos usando su nueva técnica, y volvió a hacer lo mismo en las pruebas de clasificación para ir a los Juegos Olímpicos de México 1968.
Una vez en la cita olímpica, mucha gente que no lo había visto antes se sorprendió al ver la técnica que Fosbury utilizaba, y se sorprendió mucho más cuando ganó la medalla de oro olímpica, estableciendo un récord olímpico con 2.24 m y la mejor marca mundial del año.
Por esta época el récord mundial estaba en poder del soviético Valeri Brúmel con 2.28 m desde 1963, usando la técnica del rodillo ventral. Aunque Dick Fosbury nunca pudo saltar esa altura, y a pesar de que había muchos escépticos que ponían en duda la efectividad del nuevo método, este ganó rápidamente popularidad, y en los años siguientes cada vez más saltadores, hombres y mujeres, pasaron a utilizarlo.

### La alta escuela y los orígenes del Fosbury Flop
.

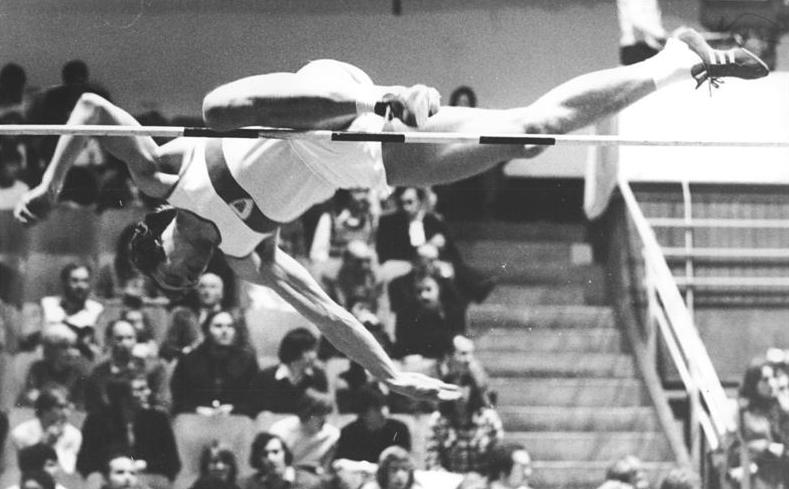
Salto pre-fosbury. Un saltador de altura realizando la técnica de la horcajada, la primera técnica de salto de altura que se enseñó a Fosbury

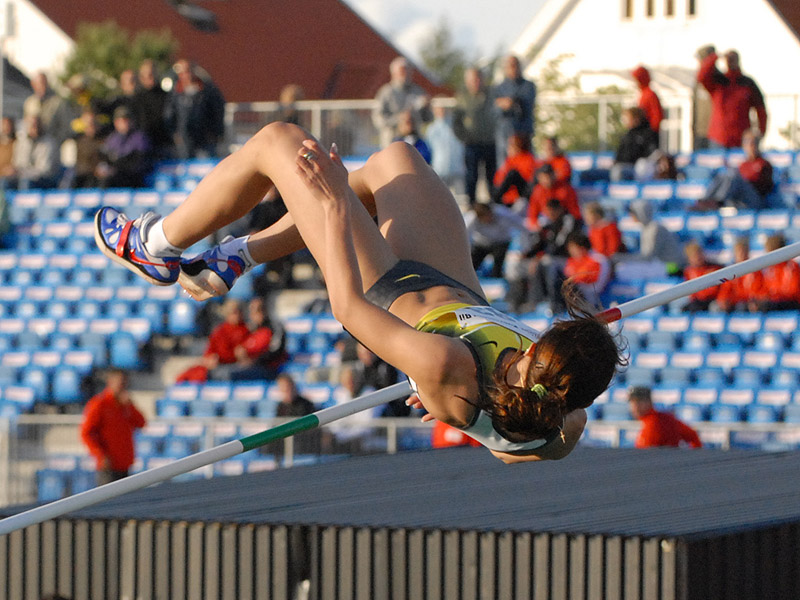
La saltadora rusa Yelena Slesarenko utilizando la técnica llamada Fosbury flop -salto Fosbury-, o salto de espaldas.

Nacido en Portland, Oregón, Fosbury comenzó a experimentar con una nueva técnica de salto de altura a los 16 años, mientras asistía a Medford High School. Fosbury tuvo dificultades para competir con las técnicas de salto de altura dominantes de la época. En su segundo año, no pudo completar saltos de 1,52 m, la altura de calificación para muchas reuniones de pista de la escuela secundaria. Esta técnica dominante, la método a horcajadas, era un movimiento complejo en el que un atleta pasaba por encima de la barra de salto de altura mirando hacia abajo, y levantaba las piernas individualmente por encima de la barra. A Fosbury le resultaba difícil coordinar todos los movimientos del método straddle, así que empezó a experimentar con otras formas de realizar el salto de altura.
Fosbury recordó más tarde: "Sabía que tenía que cambiar la posición de mi cuerpo y eso fue lo que inició primero la revolución y, en los dos años siguientes, la evolución". Al principio, intentó utilizar una técnica conocida como método de tijera recta. En este método, un saltador corre erguido hacia la barra, mirando hacia delante, y durante su salto levanta sus piernas rectas una a la vez por encima de la barra.Las reglas de salto de altura estipulan únicamente que los competidores deben saltar con un pie en el despegue; no hay ninguna regla que rija cómo un competidor cruza la barra, siempre y cuando la sobrepase.
A medida que empezó a experimentar con esta técnica, la fue adaptando para sentirse más cómodo y conseguir más altura. No obstante, no era ni mucho menos tan coordinado como un salto a horcajadas bien ejecutado, y un historiador se ha referido a los primeros intentos de Fosbury como una "convulsión aérea"; sin embargo, durante la última parte de su segundo año y el comienzo de su tercer año, comenzó a dar resultados, y poco a poco fue capaz de superar saltos más altos.
Poco a poco, Fosbury fue cambiando su posición durante el salto, hasta que en su último año empezó a saltar por encima de la barra de espaldas, con la cabeza por delante, curvando el cuerpo por encima de la barra y levantando las piernas en el aire al final del salto. Esto le obligaba a aterrizar de espaldas, pero, antes de su tercer año, su instituto había sustituido su foso de aterrizaje de virutas de madera por un material más blando, por lo que podía aterrizar con seguridad.
Por suerte para Fosbury, la sustitución de las superficies de aterrizaje por gomaespuma se estaba convirtiendo en algo habitual en todo Estados Unidos a principios de la década de 1960. Las superficies de aserrín, arena o virutas de madera habían sido utilizables anteriormente porque los saltadores que utilizaban la técnica de tijeras eran capaces de superar la barra en posición vertical y luego aterrizar sobre sus pies, mientras que los que utilizaban el Western Roll o Straddle realizaban un aterrizaje de tres puntos sobre las manos y la pierna adelantada. A finales de la década de 1950, las universidades estadounidenses empezaron a utilizar haces de gomaespuma blanda, normalmente sujetos por una red de malla. Estos haces no sólo eran mucho más blandos, sino que también se elevaban unos 0.91 m del suelo. A principios de la década de 1960, las escuelas secundarias de EE. UU. siguieron el ejemplo de las universidades y adquirieron fosos de aterrizaje de gomaespuma. Con una superficie de aterrizaje más blanda y elevada, Fosbury pudo aterrizar con seguridad.
Sin embargo, Fosbury se comprimió un par de vértebras a mediados de la década de 1960 porque no todos los institutos podían permitirse el material de espuma mejorado. Fosbury se recuperó de esta lesión.
Al principio, los entrenadores de Fosbury le animaron a seguir practicando el método a horcajadas, pero abandonaron esa idea cuando sus marcas siguieron mejorando. En su penúltimo año, batió el récord de su instituto con un salto de 1,91 m, y al año siguiente quedó segundo en el estatal con un salto de 1,969  m.
La técnica se ganó el nombre de "Fosbury Flop" cuando en 1964 el Medford Mail-Tribune publicó una foto con el pie de foto "Fosbury Flops Over Bar," mientras que en un artículo adjunto un reportero escribió que parecía "un pez flotando en un barco. " Otros fueron incluso menos amables, y un periódico tituló la fotografía de Fosbury "El saltador de altura más perezoso del mundo".
En las siguientes olimpiadas de 1972, en Múnich, 28 de los 40 competidores utilizaron la técnica de Fosbury, aunque el medallista de oro Jüri Tarmak utilizó la técnica a horcajadas. En los Juegos Olímpicos de Verano de 1980, 13 de los 16 finalistas olímpicos la utilizaron. De los 36 medallistas olímpicos en la prueba desde 1972 hasta los Juegos Olímpicos de Verano de 2000, 34 saltadores utilizaron "el Flop". Hoy en día es la técnica más popular en el salto de altura moderno.
Fosbury ingresó en el Salón Nacional de la Fama del Atletismo de EE. UU. en 1981.
Hoy en día todos los saltadores de altura de élite emplean el Fosbury Flop, y su mayor eficacia está totalmente demostrada. En 1984 hizo unas declaraciones donde decía que "la popularidad actual de mi estilo es un premio maravilloso a cuánto tuve que aguantar al principio con un estilo que no gustaba a nadie. El salto de espaldas ya lo practicaba en el instituto y todos se reían y burlaban de mí, considerándome un chiflado y algunos como un snob por salirme de las normas conocidas. Había críticas muy fuertes de algunos entrenadores. Hasta que gané en México 1968 pasando a la categoría de héroe". Cuando regresé con una medalla olímpica y de oro, todos callaron y bajaron la cabeza.
Hasta la aplicación de esta técnica el salto de altura no necesitaba de colchones para amortiguar la caída. Sólo un poco de arena era suficiente. Para algunos este fue un cambio que degeneró este concurso. El solo hecho de caer de cabeza o espalda hace que deje de ser "aplicable en cualquier entorno" como si lo es por ejemplo los 100 m lisos. Desde la aplicación de esta técnica el salto en altura lo perdió. Dick Fosbury se retiró tras no lograr la clasificación para ir a los Juegos Olímpicos de Múnich 1972 pese a ser muy joven aún. Probablemente no era el saltador más dotado de su época, pero gracias a su gran innovación consiguió ser campeón olímpico y cambió para siempre la forma de entender el salto de altura. Una nueva era.

## Fosbury en los Juegos Olímpicos de 1968

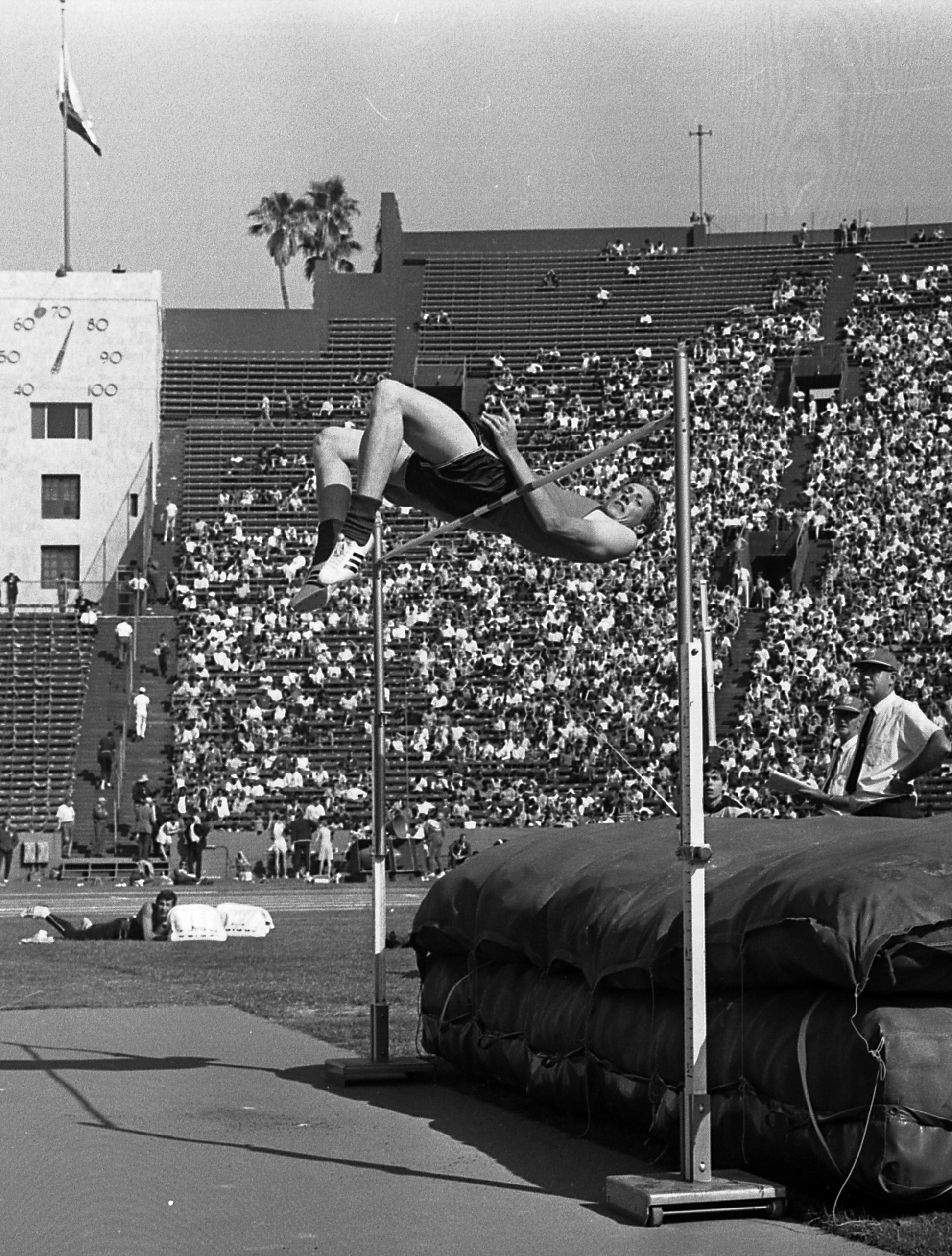
Dick Fosbury durante los pruebas preparatorias de Estados Unidos 1968 para los juegos olímpicos.

Fresco tras su victoria en la NCAA a mediados de junio, Fosbury pasó a ganar las Pruebas olímpicas de Estados Unidos dos semanas más tarde en Los Ángeles con un salto de 2.16 m. A pesar de la victoria, su plaza en el equipo olímpico no estaba asegurada porque al Comité Olímpico de Estados Unidos le preocupaba que los resultados a nivel del mar de Los Ángeles no pudieran repetirse en la gran altitud de Ciudad de México. En septiembre se celebró otra competición en el campamento olímpico de Echo Summit, cerca de South Lake Tahoe, California. En esa competición, Fosbury fue uno de los cuatro hombres que superaron 2,18 m, pero quedó en cuarto lugar por fallos. El listón se elevó a 2,20 m, una altura que ninguno de los cuatro había superado nunca. Sin embargo, el veterano olímpico Ed Caruthers, el estudiante de secundaria Reynaldo Brown y Fosbury lo consiguieron en sus primeros intentos. Cuando el cuarto hombre, John Hartfield, otro estudiante de secundaria que había liderado la competición, falló sus tres intentos, el equipo olímpico de tres saltadores quedó establecido.
En las Olimpiadas de 1968 de Ciudad de México, Fosbury se hizo con la medalla de oro y estableció un nuevo récord olímpico con 2,24 m, mostrando el potencial de la nueva técnica. A pesar de las escépticas reacciones iniciales de la comunidad de saltadores de altura, el "Fosbury Flop" ganó aceptación rápidamente. En la competición final, sólo tres saltadores superaron 2.20 m, y Fosbury iba en cabeza por haber superado todas las alturas en su primer intento. En la siguiente altura, 2.22 m, Fosbury volvió a superar el listón en su primer salto. Su compañero de equipo, Ed Caruthers, superó el listón en su segundo intento, mientras que Valentin Gavrilov de la Unión Soviética falló en sus tres intentos y obtuvo la medalla de bronce (tercer puesto).El listón se elevó a 2,24 m, lo que supondría nuevos récords olímpicos y de Estados Unidos. Fosbury falló en sus dos primeros intentos, pero lo superó en el tercero, mientras que Caruthers falló en sus tres intentos. Tras ganar la medalla de oro y batir el récord estadounidense, Fosbury pidió que se subiera el listón a 2,29 m para sus tres últimos intentos, con la esperanza de batir el récord mundial de Valeriy Brumel, que tenía cinco años de antigüedad, con 2,28 m. Realizó tres intentos de 2,29 m para intentar batir el récord mundial, pero no lo consiguió. 

## Influencia en otras actividades
En 1988, Fosbury compitió en los Juegos Mundiales Nike Masters al aire libre y enseñó en unas sesiones de práctica de salto celebradas durante el encuentro.
En 2013, el salto de altura de Fosbury apareció en un anuncio de Mazda que retrataba los "Game Changers" y, con el propio Fosbury actual, en un anuncio para Wuaki TV.
En 2015, Avicii lanzó el vídeo musical de la canción Broken Arrows (con letra de Zac Brown) que está vagamente basado en la historia de salto de altura y la vida personal de Fosbury.
En 2020, SuperWest Sports incluyó a Fosbury en su lista de Los mejores atletas masculinos de atletismo de la Pac-12 de todos los tiempos, nombrándolo el mejor de la historia de la Universidad Estatal de Oregón.
En sus últimos años Dick Fosbury vivió en Ketchum, Idaho, alejado de Oregón, su estado natal, por un problema severo de alergia.

## Muerte
Dick Fosbury falleció el 12 de marzo de 2023 a los 76 años después de una breve enfermedad relacionado con un linfoma. Sobreviven su esposa, su hijo Erich y sus hijastras Stephanie y Kristin.